# 2008년 하계 올림픽 수구 남자 선수 명단
다음은 2008년 하계 올림픽 수구 남자 선수 명단이다.

## A조

### 캐나다
틀:2008년 하계 올림픽 수구 남자 캐나다 선수 명단

### 그리스
틀:2008년 하계 올림픽 수구 남자 그리스 선수 명단

### 헝가리
틀:2008년 하계 올림픽 수구 남자 헝가리 선수 명단

### 스페인
틀:2008년 하계 올림픽 수구 남자 스페인 선수 명단

## B조

### 이탈리아
틀:2008년 하계 올림픽 수구 남자 이탈리아 선수 명단

## 같이 보기
- 2008년 하계 올림픽 수구 여자 선수 명단

틀:2008년 하계 올림픽 수구 남자 미국 선수 명단